# Rochester (Texas)
Rochester é uma cidade  localizada no estado norte-americano de Texas, no Condado de Haskell.

## Demografia
Segundo o censo norte-americano de 2000, a sua população era de 378 habitantes.
Em 2006, foi estimada uma população de 341, um decréscimo de 37 (-9.8%).

## Geografia
De acordo com o United States Census Bureau tem uma área de
0,9 km², dos quais 0,9 km² cobertos por terra e 0,0 km² cobertos por água. Rochester localiza-se a aproximadamente 486 m acima do nível do mar.

## Localidades na vizinhança
O diagrama seguinte representa as localidades num raio de 24 km ao redor de Rochester.